# Calbe (Saale)
Calbe (Saale) est une ville de Saxe-Anhalt en Allemagne.
Elle est connue sous le nom de Calbe an der Saale, pour la distinguer de la ville plus petite de Kalbe sur la Milde, située dans le même état.

## Politique
Sven Hause est le maire de la ville de 2021 à 2028.

## Population
La ville compte 11 000 habitants en 2005. Elle en compte 8 222 en 2022.

## Personnalités liées à la ville
- Constantin von Dietze (1891-1973), ingénieur né à Gottesgnaden.
- Werner Schulze (1895-1966), général né à Calbe.
- Mark Zabel (1973-), céiste né à Calbe.